# Maria Plozner Mentil
Maria Plozner Mentil (geboren 17. November 1884 in Timau, Königreich Italien; gestorben 16. Februar 1916 in Paluzza, Königreich Italien) war eine italienische Lastenträgerin aus Karnien. Die nach ihr benannte Kaserne war die einzige in Italien, die den Namen einer Frau trug.

## Leben
Maria Plozner heiratete am 9. Januar 1906 Giuseppe Mentil, ebenfalls aus Timau in Karnien, mit dem sie vier Kinder hatte.
Am 24. Mai 1915 erklärte Italien Österreich-Ungarn den Krieg. Ihr Mann wurde an die Front im Karst einberufen. In Karnien kämpften fast 12.000 Alpini in großer Höhe, im Gebirge und auf den Gipfeln, die mit Munition, Medikamenten, Werkzeugen und Proviant versorgt werden mussten. Daher erfolgte ein Aufruf an die in den Dörfern gebliebenen Frauen, diese Versorgung zu gewährleisten. Maria Plozner Mentil meldete sich, wie tausende andere Frauen aus der Gegend, als Lastenträgerin an die Front in den karnischen Alpen. Sie wurde so zum Vorbild für andere Frauen. Das Versorgungsmaterial wurde von den Frauen in 30 bis 40 Kilo schweren Strohkraxen (italienisch: gerla) über Maultier- und Bergpfade bis zu 1.000 Höhenmeter die Berge hochgetragen.
Am 15. Februar 1916 wurde sie, während sie sich mit ihrer Freundin Rosalia Primus Bellina aus Cleulis ausruhte, auf der Höhe von 1619 Metern bei der Casera Malpasso am Oberlauf des But von einem österreichischen Scharfschützen angeschossen. Sie wurde in das Krankenhaus von Paluzza gebracht, wo sie am folgenden Tag starb. Das Begräbnis wurde mit militärischen Ehren gefeiert und sie wurde in Paluzza beigesetzt. Am 3. Juni 1934 wurde der Leichnam auf den Kriegsfriedhof in Timau und später in das dortige große Beinhaus überführt, neben den sterblichen Überresten von 1.763 anderen an der Front Gefallenen.

## Ehrungen
Eine Kaserne in der Gemeinde Paluzza wurde 1955 nach Maria Plozner Mentil benannt. Es war die einzige Kaserne der italienischen Armee, die nach einer Frau benannt wurde. Die Kaserne wurde 2001 aufgegeben und die Gebäude der Gemeinde übergeben. Die Gemeinde ließ einen baufälligen Teil der Kaserne an der Straße zur nahe gelegenen österreichischen Grenze führt, abreißen. Der Rest der Kaserne wurde umgebaut und dient nun als Sitz der Alpinen Rettung für die Ausbildung der Hundeeinheiten, des Zivilschutzes und eines Sportvereins.
Auch die Führungs- und Logistikeinheit des 3. Landartillerieregiments (Gebirge) ist nach Mentil benannt.
Am 29. April 1997 rief der Präsident der Republik Oscar Luigi Scalfaro die Geschichte der Lastenträgerinnen in den Alpen mit einem motu proprio in Erinnerung, als er in Gedenken an Maria Plozner Mentil, den noch lebenden Lastenträgerinnen, die italienische Goldene Medaille für militärische Tapferkeit verlieh.
Ein Denkmal in Timau im Friaul ist ihr und allen karnischen Lastenträgerinnen gewidmet. Das Museum „La Zona Carnia nella Grande Guerra 1915–1918 – Karnien im Großen Krieg 1915–1918“ in Timau widmet der Geschichte dieser Frauen eine eigene Abteilung.
Auch in Sabaudia in der Provinz Latina ist ihr im Parco Plozner ein Denkmal gewidmet.
Am 8. März 2024 widmete die italienische Post Elena Gianini Belotti, Alfonsina Strada und Maria Plozner Mentil je eine Briefmarke im Rahmen der Serie Senso Civico (Bürgersinn).

### Sachbücher
- Le portatrici carniche. Associazione Amici delle Alpi Carniche, Timau 2005, OCLC 852496844.
- Associazione nazionale alpini Sezione di Udine (Hrsg.): Omaggio alle portatrici carniche cavalieri di Vittorio Veneto. Arti grafiche friulane, Udine 1983, OCLC 898691096.
- Enrico Meliadò, Roberto Rossini: Le donne nella Grande Guerra 1915-18: Le portatrici carniche e venete, gli angeli delle trincee. Editoriale Sometti, Mantua 2017, ISBN 978-88-7495-647-0 (italienisch, Inhaltsverzeichnis [PDF]).
- Francesca Sancin: Le portatrici carniche. Maria Plozner Mentil. In: Marta Boneschi, Paola Cioni, Elena Doni, Claudia Galimberti, Lia Levi, Maria Serena Palieri, Cristiana Di San Marzano, Francesca Sancin, Mirella Serri, Federica Tagliaventi, Simona Tagliaventi (Hrsg.): Donne nella Grande Guerra. Società editrice Il mulino, Bologna 2014, ISBN 978-88-15-25162-6, S. 51–66 (italienisch).

### Romane
- Tuti Ilaria: Fiore di Roccia. Longanesi, Mailand 2022, ISBN 978-88-304-5534-4 (Erstausgabe:  2020).[9]
- Angela Torri: Anin. Albatros, Rom 2021, ISBN 978-88-306-4214-0.[10]